# 郭从谦
郭從謙（？—927年3月20日），五代後唐人，伶人出身，藝名郭門高。為了報仇，926年發動興教門之變，殺害後唐莊宗李存勗。

## 生平
郭從謙本是伶人。後唐莊宗李存勗在德勝（今河南省濮陽）跟後梁作戰時，招募死士出陣。郭從謙應募，殺敵勝利而回，於是受到寵愛。郭從謙作戰勇猛，由軍使擢升到指揮使。
從謙平時視郭崇韜爲叔父，又是睦王李存乂的養子。郭崇韜和李存乂先後被莊宗冤殺，郭從謙大恨，莊宗先前又戲言，從謙黨附二人及指使部下軍士作亂，從謙害怕，準備殺死莊宗。
莊宗同光四年（926年）魏博軍戍守瓦橋關（今河北省雄縣）的士兵皇甫暉因為不能歸鄉，煽動同袍叛變，殺主帥楊仁晸，改立偏將趙在禮為留後，攻下鄴都（今河北省大名縣），是為鄴都之變。莊宗命李嗣源前往魏博討伐，嗣源卻被挾持，與叛軍合兵造反，占據汴州（今河南省開封），進軍洛邑（今河南省洛陽），莊宗決定親征反擊。
此時郭從謙在洛邑發動兵變，打進宮城，焚興教門，欲立郭崇韜的女婿李存乂為帝（其實存乂早被莊宗所殺，但郭從謙不知情）。唐莊宗的近臣多數逃逸，僅符彥卿、王全斌等十幾個人抵抗。混戰中，莊宗被亂箭射中，王全斌將其扶至絳霄殿，直到莊宗死去，大慟而去。最後，一個伶人揀了些丟棄的樂器，放在莊宗的身上點火，焚屍而去。史稱興教門之變。
李嗣源入洛邑後，假意封郭從謙為景州（今河北省景縣）刺史，卻遣使在景州將之滅族。

## 延伸阅读
[在维基数据编辑]
 《新五代史·卷37》，出自歐陽修《新五代史》